# Borkheide
Borkheide település Németországban, azon belül Brandenburgban. Lakosainak száma 2214 fő (2023. december 31.). Borkheide Borkwalde és Beelitz községekkel határos.

## Népesség
A település népességének változása:
| Lakosok száma | 2004 | 2044 | 2165 | 2220 | 2214 |
|               | 2017 | 2019 | 2021 | 2022 | 2023 |